# What Kind of Man
What Kind of Man è un singolo del gruppo musicale britannico Florence and the Machine, il primo estratto dal terzo album in studio How Big, How Blue, How Beautiful e pubblicato il 12 febbraio 2015.
Particolarmente apprezzato dalla critica, si è aggiudicato due candidature al prestigioso Premio Grammy del 2016 nelle categorie miglior interpretazione rock e miglior canzone rock.

## Descrizione
Scritta dalla frontwoman Florence Welch in collaborazione con Tom Hull e John Hill e prodotta da Markus Dravs nel 2014, la canzone si propone inizialmente come lenta, ma viene interrotta dall'uso pesante del tamburello e della grancassa; in seguito, si orienta verso le sonorità pop, accompagnate dall'ottone pesante. Liricamente, essa parla di un uomo che ha guastato emotivamente la Welch.
Secondo Welch, il brano rappresenta una nuova frontiera sonora per la band, caratterizzata dalle chitarre: ha infatti affermato in un'intervista che «ha delle chitarre decisamente fragorose ed è stato molto divertente da registrare».

## Video musicale
Il video musicale, diretto da Vincent Haycock e coreografato da Ryan Heffington, è stato pubblicato sul canale Vevo del gruppo in concomitanza con la sua uscita come singolo ufficiale, quindi il 12 febbraio 2015.
Esso si presenta come un cortometraggio che inizia con il dialogo circa il potere unificante della tragedia in un rapporto tra una coppia mentre questa percorre una strada di campagna. Le scene della coppia che guidano in vari punti del loro rapporto sono comparse con esempi della donna e le sue relazioni con uomini diversi, spesso in grado di soffocarne la qualità. La donna, interpretata da Florence Welch, è successivamente al centro di riti religiosi che coinvolgono il suo essere sollevata da diversi uomini, tra cui un suo interesse amoroso, interpretato dall'attore Richie Stephens, con il quale parla di tematiche quali la lingua, il battesimo e l'esorcismo.

## Accoglienza
Al Horner per il settimanale NME ha dichiarato che il brano «musicalmente, è grande. I cori wagneriani e i colpi di clacson creano uno spettacolo degno del nuovo festival di stato attrattivo della Welch». Andrew Unterberger di Spin ha opinato che nella canzone «traspare un'iniziale delusione, ma ben presto si rivela ruggente (come nello stile del successore Ship to Wreck), con l'arrivo inaspettato di un timbro di chitarra spesso e il regale uso del corno che elargisce alla Welch il supporto strumentale meritato mentre critica aspramente un altro significativo disimpegno».
Mentre Vulture lo ha soprannominato come «focoso», Consequence of Sound ne ha elogiato l'interpretazione vocale della Welch, affermando che quest'ultima «mai fino ad ora si era dimostrata così feroce».
Sin dalla sua pubblicazione, What Kind of Man ha riscosso un discreto successo commerciale a livello globale. Esso ha esordito al cinquantasettesimo posto nella classifica dei singoli britannica, per poi scalare venti posizioni la settimana successiva e collocarsi al trentasettesimo, suo picco massimo.
Inoltre, rappresenta l'unico singolo della band, insieme a Dog Days Are Over, Shake It Out e What the Water Gave Me, ad essersi collocato all'interno della Billboard Hot 100 statunitense, più precisamente al ottantottesimo posto. Nello stesso territorio, il brano ha raggiunto l'ottava posizione della classifica dei singoli alternativi, come aveva fatto in precedenza il sopraccitato Dog Days Are Over nel 2010 e il successore Ship to Wreck.
Il brano ha raggiunto la posizione #86 della classifica italiana dei singoli FIMI.

## Tracce
1. What Kind of Man – 3:36 (Florence Welch, Tom Hull, John Hill)

Download digitale – Nicolas Jaar Remix
1. What Kind of Man – 12:21

## Formazione
Informazioni tratte dalle note dell'album How Big, How Blue, How Beautiful.
Florence and the Machine
- Florence Welch – voce, cori, composizione
- Rob Ackroyd – chitarra elettrica
- Chris Hayden – batteria, percussioni
- Mark Saunders – basso

Personale aggiuntivo
- Leo Abrahams – chitarra elettrica
- John Barclay – tromba
- Mat Bartram – sessione di registrazione ottoni
- Robin Baynton – ingegneria
- Iain Berryman – assistenza all'ingegneria
- Nigel Black – corno
- Elise Campbell – corno
- Philip Cobb – tromba
- Andy Crowley – tromba
- Markus Dravs – percussioni, produzione, sintetizzatori
- Pip Eastop – corno
- Richard Edwards – trombone tenore
- John Hill – arrangiamenti ottoni, composizione ottoni, sintetizzatori
- Sam Jacobs – corno
- Ted Jensen – masterizzazione
- Joe Kearns – ingegneria
- Kid Harpoon – arrangiamenti ottoni, composizione ottoni
- Oren Marshall – tuba
- Janelle Martin – cori
- Nim Miller – cori
- Baby N'Sola – cori
- Ronan Phelan – assistenza alla registrazione ottoni
- Tom Rees-Roberts – tromba
- Jonathan Sagis – ingegneria aggiuntiva
- Mark 'Spike' Stent – missaggio
- Geoff Swan – assistenza al missaggio
- Ed Tarrant – eufonio
- Andy Wood – eufonio

## Classifiche
| Classifica (2015)         | Posizione massima |
| ------------------------- | ----------------- |
| Australia                 | 16                |
| Austria                   | 52                |
| Canada                    | 46                |
| Francia                   | 74                |
| Irlanda                   | 31                |
| Nuova Zelanda             | 34                |
| Regno Unito               | 37                |
| Spagna                    | 44                |
| Stati Uniti               | 88                |
| Stati Uniti (alternative) | 8                 |
| Stati Uniti (rock)        | 7                 |

### Classifiche annuali
| Classifica (2015)         | Posizione massima |
| ------------------------- | ----------------- |
| Stati Uniti (alternative) | 36                |
| Stati Uniti (rock)        | 33                |